# Пливање на Летњим олимпијским играма 2024 — 200 м мешовито за жене
Трке на 200 метара мешовитим стилом за жене на Летњим олимпијским играма 2024. одржале су се 2. августа (квалификације и полуфинале) и 3. августа (финале) на базену Дефанс арене у Паризу. Трка на 200 метара мешовитим стилом за жене је по 13. пут била део званичног олимпијског програма од њеног званичног дебија на ЛОИ 1968. године. 
За трке у овој дисциплини биле су пријављене 34 такмичарке из 27 земаља. Титулу олимпијске првакиње освојила је Канађанка Самер Макинтош, која је у финалној трци испливала и нови олимпијски рекорд у овој дисциплини, у времену 2:06.56 минута. Сребрну медаљу је освојила Кејт Даглас из Сједињених Држава, док је бронза припала Аустралијанки Кејли Макјуон.

## Освајачи медаља
|                      | Резултат |                   | Резултат |                     | Резултат |
|                      |          |                   |          |                     |          |
| Самер Макинтош (CAN) | 2:06.56  | Кејт Даглас (USA) | 2:06.92  | Кејли Макјуон (AUS) | 2:08.08  |

## Званични рекорди
Пре почетка такмичења, званични рекорди у овој дисциплини су били следећи:
|                      | Име                | Резултат | Место                   | Датум           |
| -------------------- | ------------------ | -------- | ----------------------- | --------------- |
| Светски рекорд СР    | Катинка Хосу (МАЂ) | 2:06.12  | Казањ (Русија)          | 3. август 2015. |
| Олимпијски рекорд ОР | Катинка Хосу (МАЂ) | 2:06.58  | Рио де Жанеиро (Бразил) | 9. август 2016. |

## Квалификационе норме
Квалификациона норма за учешће у овој дисциплини износила је 2:11.47 и све такмичарке које су испливали трку у том времену на неком од званичних такмичења у периоду између 1. марта 2023. и 23. јуна 2024, стекле су право да учествују на Ирама у Паризу. У случају да довољан број пливача нема испливану квалификациону норму, следећи параметар је било селекционо време од 2:12.13. Свака од земаља је имала право да учествује са по максимално две такмичарке по дисциплини, под условом да обе имају испливану квалификациону норму. Одређен број учесничких квота је попуњен на основу специјалних позивница земљама које немају квалификованих спортиста у пливању.

## Резултати квалификација
Квалификационе трке у дисциплини 200 метара мешовитим стилом за жене су пливане 2. августа у јутарњем делу програма, са почетком од 11.17 часова по локалном времену (UTC+2). У квалификацијама су учествовале 34 пливачице из 27 земаља, пливало се у 5 квалификационих група, а директан пласман у полуфинале остварило је 16 пливачица са најбољим резултатима.
| Пласман | Трка | Стаза | Пливачица           | НОК                       | Резултат | Нап. |
| ------- | ---- | ----- | ------------------- | ------------------------- | -------- | ---- |
| 1.      | 3    | 4     | Самер Макинтош      | Канада                    | 2:09.90  | КВ   |
| 2.      | 3    | 5     | Ју Јитинг           | Кина                      | 2:10.28  | КВ   |
| 3.      | 5    | 5     | Александра Волш     | Сједињене Америчке Државе | 2:10.48  | КВ   |
| 4.      | 4    | 5     | Сидни Пикрем        | Канада                    | 2:10.63  | КВ   |
| 5.      | 4    | 4     | Кејт Даглас         | Сједињене Америчке Државе | 2:10.70  | КВ   |
| 6.      | 3    | 6     | Ела Рамзеј          | Аустралија                | 2:10.75  | КВ   |
| 7.      | 3    | 3     | Еби Вуд             | Уједињено Краљевство      | 2:10.95  | КВ   |
| 8.      | 5    | 2     | Је Шивен            | Кина                      | 2:10.96  | КВ   |
| 9.      | 5    | 4     | Кејли Макјуон       | Аустралија                | 2:11.26  | КВ   |
| 10.     | 3    | 2     | Шарлот Боне         | Француска                 | 2:11.47  | КВ   |
| 11.     | 5    | 3     | Анастасија Горбенко | Израел                    | 2:11.53  | КВ   |
| 12.     | 3    | 1     | Ема Караско         | Шпанија                   | 2:11.54  | КВ   |
| 13.     | 4    | 2     | Шихо Мацумото       | Јапан                     | 2:11.67  | КВ   |
| 14.     | 5    | 6     | Јуј Охаши           | Јапан                     | 2:11.70  | КВ   |
| 15.     | 5    | 1     | Елен Волш           | Ирска                     | 2:11.81  | КВ   |
| 16.     | 4    | 1     | Ребека Медер        | Јужноафричка Република    | 2:11.96  | КВ   |
| 17.     | 5    | 7     | Ким Сојонг          | Јужна Кореја              | 2:12..42 |      |
| 18.     | 4    | 6     | Сара Франчески      | Италија                   | 2:12.88  |      |
| 18.     | 4    | 7     | Фреја Колберт       | Уједињено Краљевство      | 2:12.88  |      |
| 20.     | 4    | 3     | Марит Стенберген    | Холандија                 | 2:13.21  |      |
| 21.     | 2    | 5     | Кристен Романо      | Порторико                 | 2:13.32  |      |
| 22.     | 4    | 8     | Барбора Семанова    | Чешка                     | 2:13.47  |      |
| 23.     | 3    | 8     | Тамара Потоцка      | Словачка                  | 2:14.20  |      |
| 24.     | 2    | 4     | Лена Кројндл        | Аустрија                  | 2:15.04  |      |
| 25.     | 3    | 7     | Далма Шебешћен      | Мађарска                  | 2:15.16  |      |
| 26.     | 2    | 6     | Јева Малука         | Летонија                  | 2:15.79  |      |
| 27.     | 2    | 1     | Во Ти Ми Тин        | Вијетнам                  | 2:17.18  |      |
| 28.     | 5    | 8     | Леа Полонски        | Израел                    | 2:17.53  |      |
| 29.     | 2    | 2     | Макена Дебевер      | Перу                      | 2:17.61  |      |
| 30.     | 2    | 7     | Никол Франк         | Уругвај                   | 2:18.00  |      |
| 31.     | 1    | 4     | Азахра Перматахани  | Индонезија                | 2:20.51  |      |
| 32.     | 1    | 5     | Валери Тарази       | Палестина                 | 2:20.56  |      |
| 33.     | 1    | 3     | Жајла Пина          | Зеленортска Острва        | 2:24.51  |      |
|         | 2    | 3     | Хан Анчи            | Кинески Тајпеј            | ДСК      |      |

## Полуфиналне трке
Полуфиналне трке су пливане у вечерњем делу програма 2. августа, са почетком од 21:31 часова по локалном времену. Пласман у финале обезбедило је 8 пливачица са најбољим временима.
| Пласман | Трка | Стаза | Пливачица           | НОК                       | Резултат | Нап. |
| ------- | ---- | ----- | ------------------- | ------------------------- | -------- | ---- |
| 1.      | 2    | 5     | Александра Волш     | Сједињене Америчке Државе | 2:07.45  | КВ   |
| 2.      | 2    | 4     | Самер Макинтош      | Канада                    | 2:08.30  | КВ   |
| 3.      | 2    | 3     | Кејт Даглас         | Сједињене Америчке Државе | 2:08.59  | КВ   |
| 4.      | 2    | 6     | Еби Вуд             | Уједињено Краљевство      | 2:09.64  | КВ   |
| 5.      | 1    | 5     | Сидни Пикрем        | Канада                    | 2:09.65  | КВ   |
| 6.      | 1    | 4     | Ју Јитинг           | Кина                      | 2:09.74  | КВ   |
| 7.      | 2    | 2     | Кејли Макјуон       | Аустралија                | 2:09.97  | КВ   |
| 8.      | 1    | 3     | Ела Рамзеј          | Аустралија                | 2:10.16  | КВ   |
| 9.      | 2    | 7     | Анастасија Горбенко | Израел                    | 2:10.32  |      |
| 10.     | 1    | 6     | Је Шивен            | Кина                      | 2:10.45  |      |
| 11.     | 1    | 8     | Ребека Медер        | Јужноафричка Република    | 2:10.67  |      |
| 12.     | 1    | 1     | Јуј Охаши           | Јапан                     | 2:10.94  |      |
| 13.     | 2    | 8     | Елен Волш           | Ирска                     | 2:11.35  |      |
| 14.     | 2    | 1     | Шихо Мацумото       | Јапан                     | 2:11.85  |      |
| 15.     | 1    | 7     | Ема Караско         | Шпанија                   | 2:12.25  |      |
| 16.     | 1    | 2     | Шарлот Боне         | Француска                 | 2:12.80  |      |

## Финале
Финална трка је пливана 3. августа у вечерњем делу програма, са почетком од 21.08 часова по локалном времену.
| Пласман | Стаза | Пливачица       | НОК                       | Резултат | Нап. |
| ------- | ----- | --------------- | ------------------------- | -------- | ---- |
|         | 5     | Самер Макинтош  | Канада                    | 2:06.56  | ОР   |
| 2       | 3     | Кејт Даглас     | Сједињене Америчке Државе | 2:06.92  |      |
| 3       | 1     | Кејли Макјуон   | Аустралија                | 2:08.08  |      |
| 4.      | 7     | Ју Јитинг       | Кина                      | 2:08.49  |      |
| 5.      | 6     | Еби Вуд         | Уједињено Краљевство      | 2:09.51  |      |
| 6.      | 2     | Сидни Пикрем    | Канада                    | 2:09.74  |      |
|         | 8     | Ела Рамзеј      | Аустралија                | НН       |      |
|         | 4     | Александра Волш | Сједињене Америчке Државе | ДСК      |      |